# ローズクォーツ

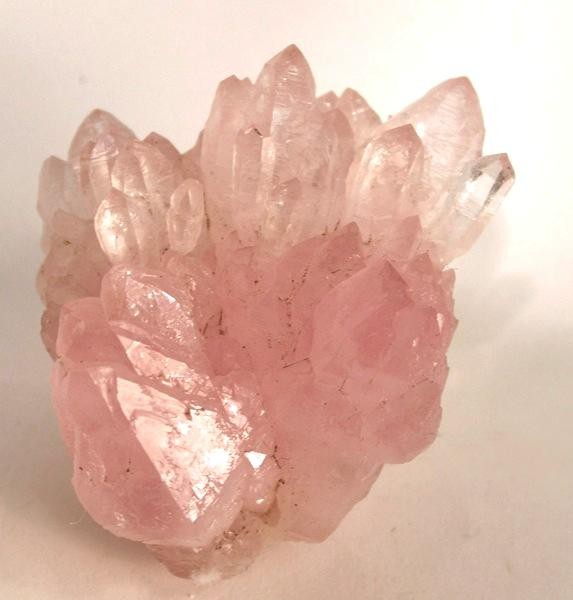
ブラジル産のローズクォーツ

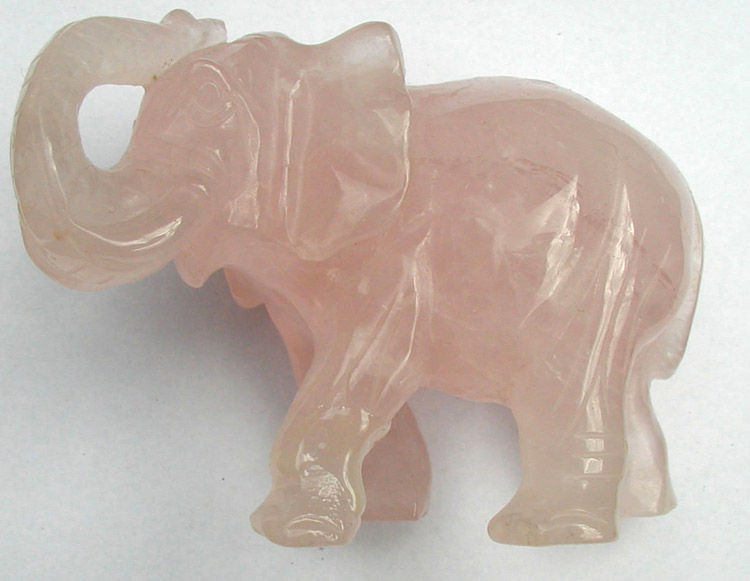
ローズクォーツを用いたゾウの彫刻。体長およそ10 cm

ローズクォーツ（英: rose quartz）は、石英の一種で、ピンク - 薄紅色を呈する。紅石英（べにせきえい）、紅水晶（べにずいしょう）、ばら石英・バラ石英とも呼ばれる。

## 概要
ローズクォーツの主な産出地は、マダガスカル、ブラジル、スウェーデン、ナミビア、アメリカ合衆国カリフォルニア州・メイン州である。
通常は塊状（紅石英）で産出される。可視できるサイズの六角柱状の結晶（紅水晶）が稀に産出することがあるが、その産地は世界でも数ヶ所でしか確認されていない。天然のローズクォーツの結晶自体は、最大でも1cmほどと小さい。現代においては石英と水晶は、多くは塊状／結晶で区別されるが、ローズクォーツの場合は大きな結晶のものが稀なため、塊状のものでも「紅水晶」の名で流通されることも多い。
ローズクォーツの六角柱状の結晶はアメリカ合衆国メイン州ラムフォード近郊の鉱山にて、ペグマタイト鉱床中から発見された。その後、ブラジルのミナスジェライス州やアフガニスタンのクナル州でも発見された。現在、市場に出回っているものの多くは、ブラジルのミナスジェライス州産のものである。他の水晶と比べて非常に希産で、特に可視できる結晶のものは高額で取引される。
ローズクォーツのピンク色は、不純物として混入している微量のチタンに起因し、白く濁るのは金紅石の針状結晶を含有することに起因する。またローズクォーツは長期間、陽に晒すとピンク色が薄くなることがある。
完全結晶化したものが少ないのは、四価のチタンイオンがケイ素と部分的に置換したことで、イオン半径の大きなチタンイオンが妨害して完全な結晶を形成することができないものと考えられている。また四価のチタンイオンは、青～緑色の光を吸収するため補色は薄い紅色になり、チタンの量が増えるほど赤みを増していくが、結晶は更に不完全となる。

## 用途・加工法
ローズクォーツは古くから彫刻の素材に使われた。
ローズクォーツは大抵不透明であるため、ファセット・カットされることは稀である。また、ピンク色が薄く、大きなヒビ割れが入っている石も多い。従って、ローズクォーツはカボション・カットされたり、球形のビーズに加工され、装飾品などに利用される。現在では、ロシアを中心として合成も行われているが、結晶の成長速度が遅いのが特徴である。

## その他
2013年6月21日 西山美術館（東京都町田市）に展示中のローズクォーツの球（直径96.6 cm）が世界最大として、ギネス世界記録に認定された。